# فرانسیسکو باربا
فرانسیسکو باربا (اسپانیایی: Francisco Barba‎؛ زادهٔ ۷ اوت ۱۹۵۳) بازیکن فوتبال اهل مکزیک بود.
از باشگاه‌هایی که در آن بازی کرده‌است می‌توان به باشگاه فوتبال مونتری، باشگاه فوتبال اطلس، باشگاه فوتبال دپورتیوو اورو، و باشگاه فوتبال گوادالاخارا اشاره کرد.
وی همچنین در تیم ملی فوتبال مکزیک بازی کرده‌است.